# Arachnis sanguinea
Arachnis sanguinea là một loài bướm đêm thuộc phân họ Arctiinae, họ Erebidae.